# Svenska institutet i Alexandria
Svenska institutet i Alexandria var en fristående del av Sveriges Utrikesdepartement. Institutets huvudmål var att främja den utrikespolitiska dialogen mellan Europa och Mellanöstern och Nordafrika. Institutet är nedlagt. 
Institutet skapades i Alexandria, Egypten 1999 enligt ett avtal mellan Egyptens och Sveriges regeringar.
Institutet fanns i en byggnad vid Corniche vid Östra hamnen, uppförd av generalkonsuln Carl Wilhelm von Gerber och som sedan 1925 fungerat som Sveriges konsulat och senare även sjömansinstitut. Det var en självstyrande del av Sveriges utrikesförvaltning. Styrelse och rådgivande kommitté utsågs av Sveriges regering.
Initiativet till skapandet av institutet togs 1997, som del av ett projekt med svenskt samarbete med sydliga stater.